# Tanaka Reina
Tanaka Reina (田中れいな; születési nevén: 田中麗奈 Tanaka Reina; Fukuoka, 1989. november 11. –) japán énekesnő, színésznő és modell. A Morning Musume hatodik generációjának tagja, jelenleg a LoVendoЯ nevű rock-pop formáció énekese.

## Élete
Tanaka Reina 1989.november 11-én született Fukuokában.

### 2001 - 2002
2001-ben jelentkezett a Morning Musume ötödik generációjának meghallgatásaira, de mikor kiderült, hogy nem éri el az alsó korhatárt, el kellett hagynia az edzőtábort. 2002-ben viszont már egyik nyerteseként került ki a Morning Musume hatodik generációját kereső meghallgatásról. 

### 2003
Júliusban debütált a csapat tagjaként, majd ebben az évben ő lett a vezetője az Aa! elnevezésű unitnak Nacujaki Mijabi és Szuzuki Airi mellett. 2003-ban tagja lett a Morning Musume Otomeguminak is.

### 2004
Első albumát decemberben adta ki a Morning Musume-vel, „Ai no Dai 6 Kan” címmel.
A csoportban töltött első éve alatt a Morning Musume két alcsoportra oszlott: Morning Musume Otome Gumi és Morning Musume Sakura Gumi. Reinát az Otome Gumi-ba tették, és két kislemezt adott ki a csoporttal.

### 2005
2005-ben tagja lett az Elegies-nek.

### 2008
2008-ban ő lett a szinkronhangja Kirara-nak, a „Onegai My Melody Kirara” című anime egyik szereplőjének. Ekkor lett vezetője az új, High-King elnevezésű csapatnak is.

### 2010
2010-ben róla mintázták a „Kaito Reinya” című 12 epizódos anime főszereplőjét, és ő is lett annak szinkronhangja.

### 2011
2011-ben szerepelt a „Reborn ~Inochi no Audition~” című színdarabban. December 23-án karácsonyi dinner-show-t adtak a Prince Hotel-ben Micsisige Szajumival.

### 2012
Április 18-án bejelentették, hogy Reina és a Morning Musume kilencedik és tizedik generációjának tagjai szerepelni fognak a „Stacy’s Shoujo Saisatsu Kageki” című musicalben.
Ezután nem sokkal jelentették be, hogy új bandát kap, amibe vokalistát és gitárost keresnek. Novemberben azt is közölték, hogy elhagyja a Morning Musume-t és a Hello! Project-et is, hogy új bandájára, a LoVendoЯ-ra koncentrálhasson.

### 2013
Nyáron tagja lett az M-line fanklubnak. 2013 januárjában volt 10 éve, hogy Morning Musume tag lett. Februárban nyombélfekélyt és nyelőcsőgyulladást diagnosztizáltak nála, ami miatt több event-ről is távol maradt, márciusban szintén betegség miatt történt ugyanez, csak akkor fülgyulladást kapott. Május 21-én zajlott búcsúkoncertje, ahol alvezetői pozícióját átadta Fukumura Mizukinak és Iikubo Harunanak. Május 22-én a CD&DL magazin válogatáskönyvet adott ki a Reina náluk megjelent rovatából, a „Tanakamesen”ből. Júliusban elindult a LoVendoЯ-ral közös rádióműsora, majd felléptek 2013-as Jpop Summit Festival-on, San Francisco-ban. Novemberben születésnapi event-et adott a Tokyo FM Hall-ban.

### 2017
Április 8-tól 17-ig szerepelt Yuki Miaka hősnőként a „Fushigi Yuugi” manga első zenei feldolgozásában.
Szeptember 14-én ő és Micsisige Szajumi vendégek voltak a „Morning Musume Kessei 20 Shuunen Kinen Event ~21 Nenme mo Ganbatte Ikimasshoi!~” koncerten.
November 11-én születésnapi event-et tartott „Tanaka Reina Birthday Event OtsukaReina Kai 6 ~28sai♡Kyou Made Arigato. Kore Kara mo Yoroshiku ne!~” címmel.
November 21-én szerepelt Takahasi Ai és Micsisige Szajumi mellett a Morning Musume Tanjou 20 Shuunen Kinen koncerttúra során 2017 Aki ~ MORNING MUSUME ~ a Nippon Budokan-ban.

### 2018
Június 25-én jelentették be, hogy ő és Takahasi Ai az "Ai to Reina" címet viselő új reklámfilmben fognak szerepelni.
Július 30-án Micsisige Szajumival megtartották a „Michishige Sayumi・Tanaka Reina 6ki 15 Shuunen Omedetou Event” koncertet, hogy megünnepeljék a 15. évfordulót, amióta a 6. generáció csatlakozott a Morning Musume-hez.
Ismét főszerepet kapott, mint Yuki Miaka a „Fushigi Yuugi -Ao no Fumi-” folytatásában.

### 2019
Június 28-án bejelentették, hogy a LoVendoЯ július végén minden tevékenységét felfüggeszti.
December 6-án születésnapi event-et tartott „Tanaka Reina Birthday Event OtsukaReina Kai 8 ~30 da.~” címmel.

### 2020
Június 26-án jelentették be, hogy Tanaka lesz a főszereplő a „Ken ga Kimi -Zen Sakura no Mai-” című színházi előadásban.

## Diszkográfia

### Kislemezek
1. [2006.12.13] Kirakira Fuyu no Shiny G (キラキラ冬のシャイニーG)
2. [2010.12.01] Ai no Honoo (愛の炎)
3. [2012.09.12] Namida Hitoshizuku (涙一滴)
4. [2013.04.17] Rock no Teigi (Rockの定義)
5. [2014] Kimi Iro Tomorrow (キミイロTomorrow)
6. [2017.09.06] Cinderella Time♪ (シンデレラタイム♪)
7. [2018] Betsu ni Suki ja nai shi (別に 好きじゃないし; It's Not That I Like You)
8. [2018] Acro BAD Girl (アクロBADガール)
9. [2019] JOKER
10. [2019] Dokibaku Sakkaku! 1nichichuu (ドキバク錯覚！1日中; Heart-Throbbing Hallucination! All Day Long)
11. [2019] Kurete yan nai (くれてやんない; I Won't Give In)
12. [2019] SNSNG

### Digitális kislemezek
1. [2010.12.10] Seinaru Kane ga Hibiku Yoru (聖なる鐘がひびく夜)
2. [2011.01.26] Manatsu no Kousen (真夏の光線)
3. [2011.02.16] Egao ni Namida ~THANK YOU! DEAR MY FRIENDS~ (笑顔に涙～THANK YOU! DEAR MY FRIENDS～)
4. [2011.02.16] Koi no Hana (恋の花)
5. [2011.03.02] Onegai Miwaku no Target (お願い魅惑のターゲット)
6. [2011.03.02] Kousui (香水)

### Feldolgozások
1. [2004.12.04] Memory Seishun no Hikari (Memory 青春の光)
2. [2009.07.15] Heya to Y shirts to Watashi (部屋とYシャツと私)

### Közreműködések

#### Morning Musume
1. Shabondama (2003)
2. Go Girl ~Koi no Victory~ (2003)
3. Ai Araba IT'S ALL RIGHT (2004)
4. Roman ~MY DEAR BOY~ (2004)
5. Joshi Kashimashi Monogatari (2004)
6. Namida ga Tomaranai Houkago (2004)
7. THE Manpower!! (2005)
8. Osaka Koi no Uta (2005)
9. Iroppoi Jirettai (2005)
10. Chokkan 2 ~Nogashita Sakana wa Ookiizo!~ (2006)
11. SEXY BOY ~Soyokaze ni Yorisotte~ (2006)
12. Ambitious! Yashinteki de Ii jan (2006)
13. Aruiteru (2006)
14. Egao YES Nude (2007)
15. Kanashimi Twilight (2007)
16. Onna ni Sachi Are (2007)
17. Mikan (2007)
18. Resonant Blue (2008)
19. Pepper Keibu (2008)
20. Naichau Kamo (2009)
21. Shouganai Yume Oibito (2009)
22. Nanchatte Ren'ai (2009)
23. Kimagure Princess (2009)
24. Onna ga Medatte Naze Ikenai (2010)
25. Seishun Collection (2010)
26. Appare! Kaiten Zushi (2010)
27. Onna to Otoko no Lullaby Game (2010)
28. Maji Desu ka Ska! (2011)
29. Only you (2011)
30. Kono Chikyuu no Heiwa wo Honki de Negatterun da yo! (2011)
31. Pyocopyoco Ultra (2012)
32. Ren'ai Hunter (2012)
33. One・Two・Three / The Matenrou Show (2012)
34. Wakuteka Take a chance (2012)
35. Help me!! (2013)
36. Brainstorming / Kimi Sae Ireba Nani mo Iranai (2013)

#### Morning Musume Otome Gumi
1. Ai no Sono ~Touch My Heart!~ (2003)
2. Yuujou ~Kokoro no Busu ni wa Naranee!~ (2004)

#### Aa!
1. FIRST KISS (2003)

#### H.P. All Stars
1. ALL FOR ONE & ONE FOR ALL! (2004)

#### Elegies
1. Inshouha Renoir no You ni (2005)

#### High-King
1. C\C (Cinderella\Complex) (2008)

#### Ganbarou Nippon Ai wa Katsu Singers
1. Ai wa Katsu (2011)

#### Reborn Eleven
1. Reborn ~Inochi no Audition~ (2011)

#### Hello! Project Mobekimasu
1. Busu ni Naranai Tetsugaku (2011)

#### LoVendoЯ
1. Iin ja nai? / Futsuu no Watashi Ganbare! (2015)
2. Takaramono / Itsuwari (2016)

#### Why Did You Eat It?
- Wasabi ja nai no yo Katsuo wa (2022)
- Ai no Dondengaeshi (2022)
- Gobaku ~We Can't Go Back~ (2022)
- Paper Save (2022)
- Oyoge! Taiyaki-kun (2022)
- Kekkon! ~Nokorimono ni wa Fuku ga Aru~ (2022)
- Udon! Udodon! Udodododoon! (2022)
- Juunintoiro Sanshasan'you (2022)

### Albumok

#### Morning Musume
- Best! Morning Musume 2
- Ai no Dai 6 Kan
- Rainbow 7
- 7.5 Fuyu Fuyu Morning Musume Mini!
- SEXY 8 BEAT
- Morning Musume ALL SINGLES *COMPLETE ~10th ANNIVERSARY~
- COVER YOU
- Platinum 9 DISC
- Morning Musume Zen Single Coupling Collection
- 10 MY ME
- Fantasy! Juuichi
- 12, Smart
- 13 Colorful Character

#### Hello! Project
- Chanpuru ① ~Happy Marriage Song Cover Shuu~
- Petit Best 4
- Petit Best 5
- Petit Best 6
- Petit Best 7
- Petit Best 8
- Petit Best 9
- Petit Best 10
- Petit Best 11
- Petit Best 12
- Petit Best 13
- Petit Best 14

#### LoVendoЯ
- LoVendoЯ Cover The ROCK
- Bukiyou
- Ikujinashi
- Яe:Start

#### Why Did You Eat It?
- Laugh and Peace

## Filmográfia

### Filmek
- Hoshisuna no Shima, Watashi no Shima: Island Dreamin'
- Yona, a pingvinek királynője
- Keitai Deka The Movie 3 Morning Musume Kyushutsu Daisakusen! Pandora no Hako no Himitsu
- Vampire Stories: Chasers

### Tv műsorok
| Show                                                      | Kezdő dátum          | Befejezési dátum     |
| --------------------------------------------------------- | -------------------- | -------------------- |
| Hello! Morning (ハロー！モーニング。)                     | 2003                 | 2007. április 1.     |
| Sore Yuke! Gorokkies (それゆけ!ゴロッキーズ)              | 2003. szeptember 29. | 2003. december 26.   |
| Futarigoto (二人ゴト)                                     | 2004. június 1.      | 2004. június 4.      |
| Futarigoto (二人ゴト)                                     | 2004. augusztus 18.  | 2004. augusztus 26.  |
| Musume Dokyu! (娘DOKYU!)                                  | 2005. május 13.      | 2006. szeptember 29. |
| Uta Doki! Pop Classics (歌ドキッ！POP CLASSICS)           | 2006. október 2      | 2008. március 17.    |
| Haromoni@ (ハロモニ@)                                     | 2007. április 8.     | 2008. szeptember 28. |
| Onegai My Melody Kirara (おねがい♪マイメロディ きららっ☆) | April 6, 2008        | March 29, 2009       |
| Yorosen! (よろせん!)                                      | 2008. október 6      | 2009. március 27.    |
| Kaitō Reinya (怪盗レーニャ)                               | 2010. január 8.      | 2010. március 26     |
| Hanbun ESPer (半分エスパー)                               | 2010. január 15      | 2010. március 19     |
| Sūgaku Joshi Gakuen (数学♥女子学園)                       | 2012. január 11.     | 2012. március 28     |
| Kishiryu Sentai Ryusoulger (騎士竜戦隊リュウソウジャー)   | 2019. április 28.    | 2019. május 5.       |

### Színház
| Év   | Cím                           | Szerep           | Megjegyzések |
| ---- | ----------------------------- | ---------------- | ------------ |
| 2006 | Princess Knight: The Musical  |                  |              |
| 2008 | Cinderella: The Musical       | Stepsister Joy   |              |
| 2009 | Ojigi de Shape Up!            | Reina Kuroda     |              |
| 2011 | Reborn: Inochi no Audition    | Bebe             |              |
| 2011 | Stacy's Shojo Saisatsu Kageki | Eiko             | Főszerep     |
| 2016 | Fushigi Yûgi: Shu no Shō      | Miaka Yūki       | Főszerep     |
| 2017 | Aku no Musume                 | Princess Riliane | Főszerep     |
| 2018 | Fushigi Yûgi: Ao no Shō       | Miaka Yūki       | Főszerep     |
| 2018 | YoRHa Musical Ver 1.2         | Number 4         |              |
| 2019 | Anne of Green Gables          | Anne Shirley     | Főszerep     |

### Rádió
| Program                                                                   | Kezdő dátum       | Befejezési dátum     |
| ------------------------------------------------------------------------- | ----------------- | -------------------- |
| TBC Fun Fīrudo Mōretsu Mōdasshu (TBC Funふぃーるど・モーレツモーダッシュ) | 2005. április 18. | 2005. április 29.    |
| TBC Fun Fīrudo Mōretsu Mōdasshu (TBC Funふぃーるど・モーレツモーダッシュ) | 2005. május 16.   | 2005. április 27.    |
| Hello Pro Yanen!! (ハロプロやねん!!)                                      | 2005. június 26.  | 2008. szeptember 28. |
| Five Stars                                                                | 2007. október 3.  | 2010. február 25.    |
| ReinaTime (れいなたいむ)                                                  | 2012. április 4.  |                      |

## Publikációk

#### Fotókönyvek
1. [2004.11.11] Tanaka Reina (田中れいな)
2. [2005.10.15] Reina (れいな)
3. [2006.05.10] Shoujo R (少女Ｒ)
4. [2007.02.01] Alo-Hello! Tanaka Reina Shashinshuu (アロハロ！田中れいな写真集)
5. [2007.09.27] GIRL
6. [2008.02.27] Re:
7. [2008.10.25] Very Reina
8. [2012.05.09] Kira☆Kira (きら☆きら)

#### Digitális fotókönyvek
1. [2007.01.23] Alo-Hello! Tanaka Reina Shashinshuu -Pretty Hen- (アロハロ！田中れいな写真集 -Pretty編-)
2. [2011.11.18] Alo-Hello! Morning Musume 2011 (アロハロ！モーニング娘。2011)
3. [2012.06.01] Kira☆Kira -PINK- (きら☆きら -PINK-)
4. [2012.06.08] Kira☆Kira -WHITE- (きら☆きら -WHITE-)
5. [2012.06.08] Kira☆Kira -BLUE- (きら☆きら -BLUE-)
6. [2012.12.21] Alo-Hello! Morning Musume 2012 (アロハロ！モーニング娘。2012)

#### Könyvek
1. [2003.07.16] Hello!x2 Morning Musume 6ki Members Shashinshuu Michishige Sayumi, Kamei Eri, Tanaka Reina (ハロハロ! モーニング娘。6期メンバー写真集)
2. [2010.11.12] Hello Hello! ~Memories~ (ハロハロ！～Memories～)
3. [2013.05.22] Tanakamesen (タナカめせん)

#### DVD-k
1. [2007.02.14] Alo Hello! Reina Tanaka DVD (アロハロ！田中れいな DVD)
2. [2008.10.29] Real Challenge!!
3. [2011.03.11] e-Hello! "Attracted" DVD (e-Hello! 「Attracted」 DVD)

## Dalszövegei
- [2014] Kimi Iro Tomorrow (キミイロTomorrow)
- [2015] Otome no Shojijou (乙女の諸事情)
- [2016] Takaramono
- [2016] Itsuwari
- [2016] YELL ~Anata ni Okuru~
- [2016] Answer (アンサー)
- [2017] in my heart
- [2017] Giragira Densetsu
- [2017] Cinderella Time♪
- [2017] GAME